# Menahga, Minnesota
Menahga là một thành phố thuộc quận Wadena, tiểu bang Minnesota, Hoa Kỳ. Năm 2010, dân số của thành phố này là 1306 người.

## Dân số
- Dân số năm 2000: 1220 người.
- Dân số năm 2010: 1306 người.